# 奧斯韋戈 (堪薩斯州)
奧斯韋戈（英語：Oswego）是一個位於美國堪薩斯州拉貝特縣的城市。同時該地也是拉貝特縣的縣治。

## 地方資料
奧斯韋戈的座標為37°10′04″N 95°06′34″W / 37.16778°N 95.10944°W，而該地的海拔高度為278米（即912英尺）。根據2010年美國人口普查，該地共人口1668人，而該地的面積約為6.40平方千米。